# Giovanni Battista Tiepolo

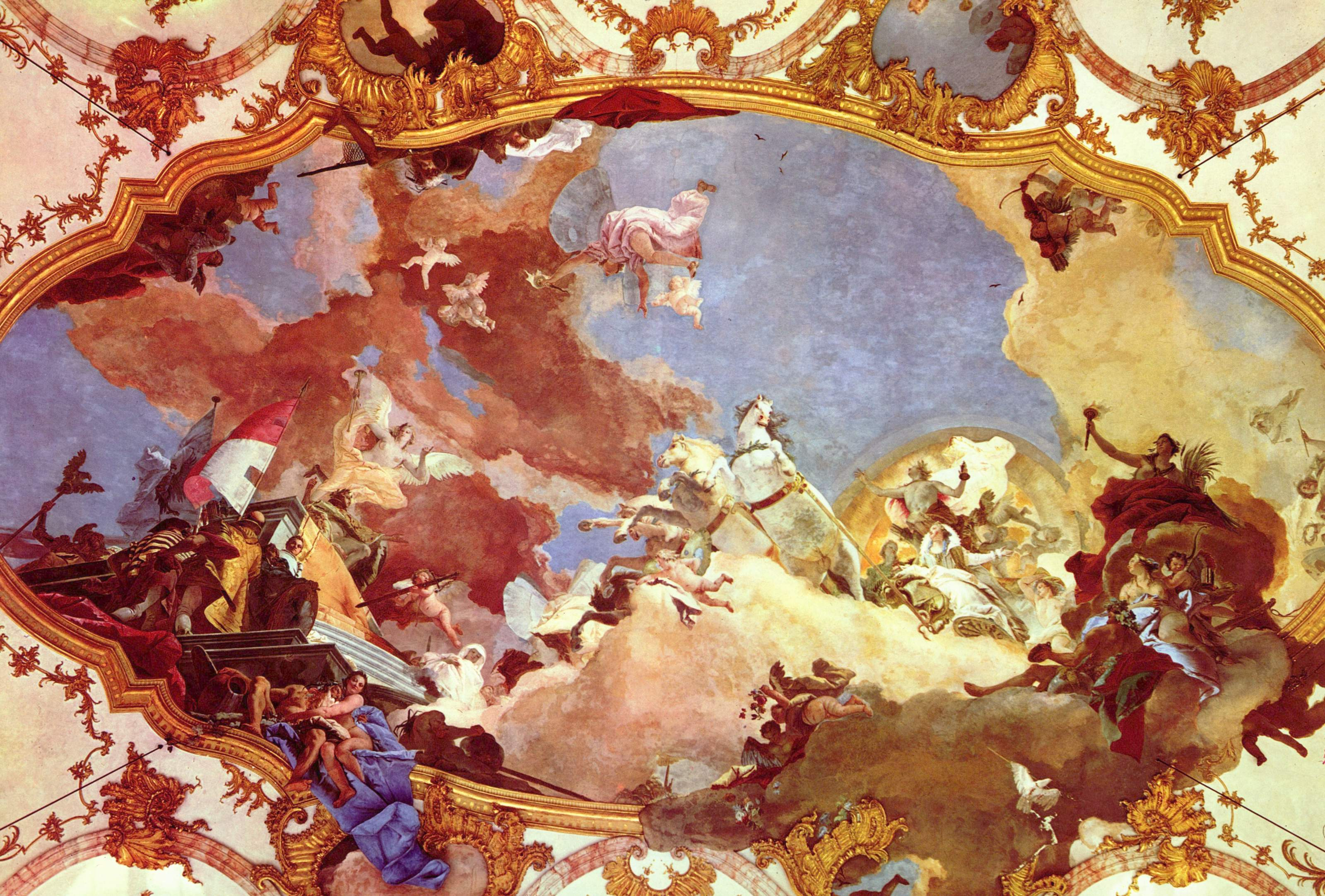
Giovanni Battista Tiepolo – ”Apollo sammanför Fredrik Barbarossa och Beatrice av Burgund” (1751). Fresk i kejsarsalen, furstbiskopliga residenset, Würzburg.

Giovanni Battista Tiepolo, Giambattista Tiepolo, född 5 mars 1696 i Venedig, Italien, död 27 mars 1770 i Madrid, Spanien, var en italiensk målare.

## Biografi
Tiepolo, som gick i lära hos målaren Gregorio Lazzarini, arbetade redan 1717 som självständig konstnär i Venedig där han fick en rad uppdrag att utsmycka kyrkor och adelspalats. 
Mellan 1750 och 1753 utförde Tiepolo sitt mästerverk, freskutsmyckningen av det furstbiskopliga residenset i Würzburg, där han assisterades av sina söner Giovanni Domenico och Lorenzo. Dessa monumentala fresker, med sin ljusa kolorit, gjorde Tiepolo vida berömd, och han fick beställningar från hoven i Frankrike, England och Ryssland. Från 1762 var han verksam vid det spanska hovet och utförde fresker i bland annat Palacio Real i Madrid.
Tiepolo hämtade sin inspiration från Sebastiano Ricci och Giovanni Battista Piazzetta samt genom att studera Paolo Veronese. Under inledningen av sin karriär målade han pompösa figurer i starka och mustiga färger, men när han var i 40-årsåldern inledde han sin personliga och dekorativa stil. Han höll fast vid den breda och vackra stil som utmärkte den venezianska skolan och den dekorativa stilen. Han influerades av det italienska teatermåleriet, men använde inte tunga och kompakta färger utan målade istället i ljusa toner.
Med Veronese som utgångspunkt gav Tiepolo en helt ny karaktär åt de praktscenerier och allegorier han målade i palats och kyrkor. Han målade inte i mörka skuggor och starka färger, utan istället i milda grå och blå toner, spred figurerna över stora ytor och försökte att illustrera dessa i en genomskinlig målad arkitektur.
Han införde rokokons anda i renässansmålarnas monumentala dekorativa konst, och i sina praktbilder med historiska ämnen blev han förebild för 1800-talsmålare som Karl von Piloty och Hans Makart.
Tiepolo dekorerade flera kyrkor i Venedig, bland andra Madonna del Rosario (tre takmålningar: Rosenkransfesten, Madonnans uppenbarelse, Den helige Dominicus apoteos) och Chiesa degli Scalzi. I Scuola del Carmine målade han 5 plafonder. I palats målade han bland annat de i Palazzo Labia omkring 1745 runtom den stora salens väggar som skildrade en rad scener ur Antonius och Kleopatras historia. I ärkebiskopspalatset i Udine utförde han bland annat plafondmålningarna Änglarnas fall och Salomos dom, i Villa Valmarana vid Vicenza målade han motiv ur Iliaden, Odyssén samt ur dikter av Torquato Tasso och Ludovico Ariosto.
Tiepolo var, förutom i Venedig, verksam i städerna på fastlandet. Två gånger reste han till utlandet, först till Würzburg 1750, där han under tre år var sysselsatt med stora arbeten i ärkebiskopspalatset, bland annat Olympen och De fyra världsdelarna (takmålningar i trapphuset) och i kejsarsalen med bilder ur kejsar Fredrik Barbarossas liv, bland annat dennes vigsel, som räknas bland hans mest framstående verk. Efter det var han direktör vid konstakademien i Venedig 1755-1758 och 1761 åkte han på uppdrag av Karl III till Madrid där han stannade fram till sin död. I Madrid målade han flera fresker i kungliga slottet, bland annat Hispanias apoteos (Spanien och dess provinser, i tronsalen). Bland Tiepolos många oljemålningar finns Neptunus och Venezia, flera altartavlor, Marias himmelsfärd och Änglarnas fall, Agatas martyrium, Concepcion (den Heliga jungfrun stående på månskäran).
Tiepolo målade i pastell gatufigurer, sångare, soldater och utförde spirituella raderingar, bland dem Scherzi di fantasia och Capricci, där han visade sig som humorist, framför allt i fantasin Upptäckten av Pulchinellas grav.
Giovanni Battista Tiepolo tackade nej till att utföra Nicodemus Tessin den yngres hantverksuppdrag vid Stockholms slott.
Två av Tiepolos söner, Giovanni Domenico och Lorenzo, var hans medhjälpare i Würzburg och Madrid.